# 婚后爱上你
《婚后爱上你》（羅馬化：Rak Jing Lang Taeng）为 提迪瓦·立帕拉賽（Ohm）、布·米帕迪（Poon）、帕查差·司隶亚楠让（Junior）、吉朗塔宁·歹拉塔纳永（Mark）领衔主演的泰国同志爱情剧，预计将在2025年通过GMM 25电视台播出。
此剧由GMMTV制作，并在2024年11月GMMTV的“RIDING THE WAVE”新戏发布会上公开先导预告片。

## 製作
2025年8月19日，GMMTV公佈布·米帕迪（Poon）將代替吉拉·黃平（Fluke）飾演「North」一角。

## 演员阵容

### 主要人物
- 提迪瓦·立帕拉賽（Ohm）饰演 Yu
- 布·米帕迪（Poon）饰演 North
- 帕查差·司隶亚楠让（Junior）饰演 Tim
- 吉朗塔宁·歹拉塔纳永（Mark）饰演 Pai

### 其他人物
- 普莱妮拉·希兰塔薇欣（Kapook）
- 维拉育特·查苏克（英语：Weerayut Chansook）（Arm）